# یانگ وی
یانگ وی (به چینی: 杨威 - Yang Wei) ورزشکار مرد رشتهٔ ژیمناستیک اهل کشور چین است. وی در بین سال‌های ‎۲۰۰۰ تا ۲۰۰۸ میلادی در مسابقات بازی‌های المپیک تابستانی در مجموع ۵ مدال، شامل ۳ مدال طلا و ۲ نقره را کسب کرد.